# Suessenguthia wenzelii
Suessenguthia wenzelii är en akantusväxtart som beskrevs av Schmidt-leb.. Suessenguthia wenzelii ingår i släktet Suessenguthia och familjen akantusväxter. Inga underarter finns listade i Catalogue of Life.